# Сува (род)
Клан Сува (諏訪氏, Сува-си), также известный как клан Джин или Мива (神氏, Мива удзи / Мива-си или Джинши) — японский самурайский род. Родом из района, охватывающего озеро Сува в провинции Синано (современная префектура Нагано), первоначально это была семья священников, которая служили в Верхнем святилище Сува, расположенном на юго-западной стороне озера. К периоду Камакура он процветал как видный самурайский клан с тесными связями с сегунатом.
Пережив падение как сегуната Камакура, так и Южного Императорского двора, который клана Сува поддерживал, его вражду с местными соперничающими кланами и частые столкновения со своим соседом в провинции Каи, кланом Такэда, в период Сэнгоку (который закончился исчезновением главной линии рода), к периоду Эдо клан Сува делился на две ветви: одна управляла доменом Сува в провинции Синано как даймё, а другая продолжала служить священниками храма Сува до периода Мэйдзи.

## Происхождение

### В легенде

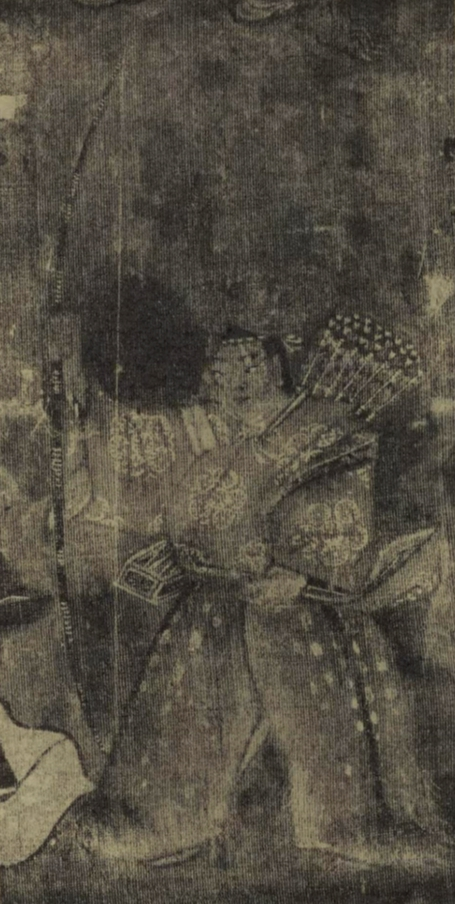
Сува Даймё-дзин (Такэминаката) в охотничьем снаряжении. Религиозные обряды, связанные с охотой и сельским хозяйством, были неотъемлемой частью ритуального календаря храма Сува в средневековый период.

Несмотря на то, что клан Сува, который был верховным жреческим родом Верхнего святилища Сува, одного из составляющих святилищ Великого святилища Сува, традиционно считали себя потомками божества святилища Такэминаката (также известного как Сува Дайме-дзин) , а фактически его историческое происхождение окутано тайной.
В Кодзики и Сендай Кудзи Хонги Такэминаката изображается как сын бога Окунинуси, который бежал в Суву после поражения от бога Такэмикадзути, посланного небесными богами, чтобы заявить права на землю, принадлежавшую его отцу во имя богини Аматэрасу. Однако другие мифы (в основном средневекового происхождения) изображают божество Сува в ином свете. В одной из историй Сува Дайме Дзин является нарушителем, который вырвал контроль над Сувой у местного бога Мории, мифического предка клана Мория (守矢氏), одной из жреческих семей Верхнего святилища . В другом мифе говорится, что бог избрал восьмилетнего мальчика своим священником (祝, хори; историческая орфография: хафури) и живым воплощением, одев последнего в свои собственные одежды. Говорят, что этот мальчик в конечном итоге стал предком-основателем клана Сува.
В средневековой традиции этим ребенком обычно называли полулегендарного персонажа по имени Ариказу (яп.員員), который, как говорят, жил в ранний период Хэйан во времена правления императоров Канму (правил в 781—806 годах), Хэйдзэй (806—809) и Сага (809—823). Сува Дайме Дзин Экотоба (1356), например, рассказывает:
В начале проявления бога он снял свою мантию, надел ее на восьмилетнего мальчика и назвал его «великий священник» (Охори). Бог заявил: «У меня нет тела, поэтому сделай этого священника (хори) моим телом». Этот [мальчик] — Ариказу (яп.員員), священник священного одеяния (御衣祝 Мисогихори), основатель и предок клана Мива (Дзин).
Однако краткий текст, приложенный к генеалогической записи клана Сува, обнаруженной в резиденции Охори в 1884 году, вместо этого изображает Ариказу как потомка Кумако (神子 или 熊子), сына куни-но мияцуко (губернатора провинции) Синано, который, как утверждается, основал Верхний храм во времена правления императора Емея (585—587).
Когда Кумако было восемь лет, появилось почитаемое божество, сняло с себя одежду и надело ее на Кумако. После заявления: «У меня нет тела, и поэтому я сделаю тебя своим телом», он исчез. Эта [Кумако] является предком Ариказу из клана Мива (Дзин), Мисогихори. На второй год правления императора Ёмэя Кумако построила святилище у подножия горы на южной стороне озера.
Другая генеалогическая запись, относящаяся к клану Асо (阿蘇氏) из святилища Асо на Кюсю (обнаруженная в 1956 г.), аналогичным образом идентифицирует Отоэй (乙頴) — там дается псевдоним «Кумако» — как «Охори великого божества Сувы». (諏訪大神大祝) и повествует ту же легенду, что и приведенные выше. Однако недавняя переоценка этих двух генеалогий поставила под сомнение их подлинность и надежность как исторических источников.
Помимо этих кандидатов, утверждалось, что клан также происходит от Сэйва Гэндзи через Минамото-но Мицуясу (одного из сыновей Минамото-но Цунэмото).

## СуваОхори

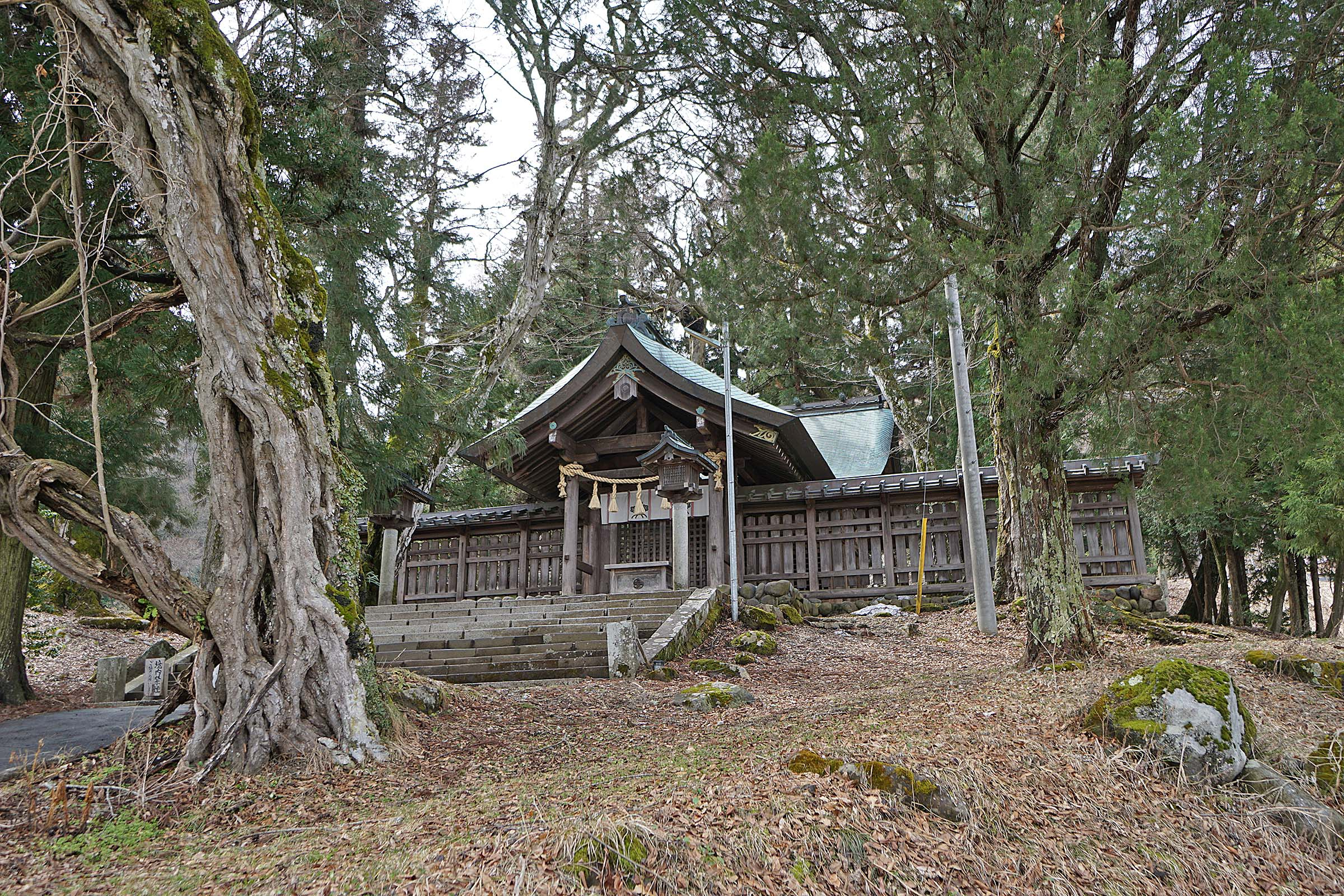
Камиша Маэмия, одно из двух главных святилищ, составляющих Верхний храм Сува. Верховный жрец Верхнего святилища или Охори проживал в этом районе в средневековый период.

В древности клан Сува построил Верхний храм (上社 Камиша) верховного жреца Сувы, известного как Охори (大祝 «великий жрец», старая орфография: お ほ は ふ り Охохафури; также переводится как Охафури), которому поклонялись как живой аватар божества святыни во время его правления.
Охори, которые традиционно занимали этот пост в молодом возрасте (в идеале в возрасте от восьми до пятнадцати лет), помогали пять священников во главе с Джинчокан (神長官) из клана Мория, которые наблюдали за религиозными ритуалами Верхнего святилища, многие из которых сосредоточены вокруг поклонения богу (богам) земледелия и плодородия по имени Мишагудзи. Считалось, что Джинчокан имеет прерогативу призывать Мишагудзи на людей и объекты всякий раз, когда его присутствие требуется.
Хотя официально Сува Охори был главным жрецом Верхнего святилища и воплощенным божеством, объектом поклонения, фактическая власть Сува Охори над делами святилища была незначительной, если вообще была, которая находилась в руках Мории Джинчокана, с его уникальными отношениями с Мишагудзи и его знанием тщательно охраняемых тайных традиций передается из уст в уста только наследнику должности. Фактически, именно благодаря тому, что Джинчокан призвал Мишагудзи на Охори во время церемонии посвящения, последний стал живым божеством.

### Церемония посвящения
Полный обряд посвящения в должность Охори, практиковавшийся в период позднего средневековья, предполагал, что кандидат сначала проходит 22-дневный период строгого ритуального очищения в Маэмия (前宮 «старое святилище»), одном из двух составляющих святилищ Верхнего святилища. В день самой церемонии Джинчокан вел кандидата за руку к священному дереву к западу от Годоно (神殿), резиденции Охори, расположенной к западу от Маэмии, под которой находилась плоская скала, известная как канамейши (要石 «краеугольный камень»). Во время церемонии этот камень окружают самодельным ограждением или хижиной, а поверх него кладут циновку из тростника, на которой может сидеть мальчик.
Внутри этого загона Джинчокан одел мальчика в полную ритуальную одежду: традиционный макияж (оширои, охагуро, бени и маюдзуми), тусклый желто-зеленый сокутай, хакама и корона (канмури). Затем Джинчокан призвал Мишагудзи (который, как считалось, как дух природы, проявлялся на камнях и деревьях) к канамейши с помощью тайных заклинаний. Считалось, что через камень Мишагудзи проникает в тело ребенка, тем самым превращая его в живого бога.

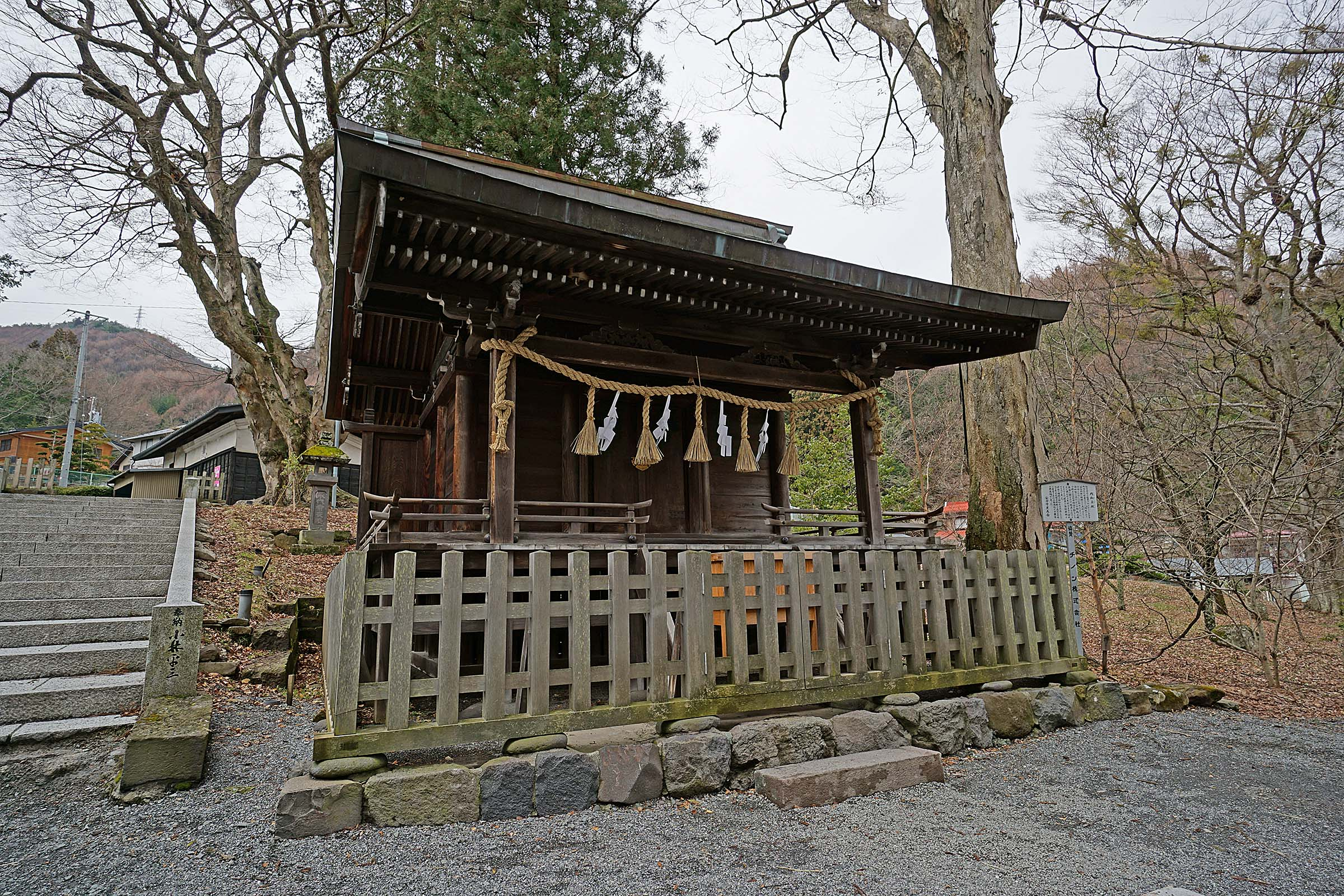
Ути-но-митама-ден (内御玉殿)

После посвящения Охори посетили различные святилища Верхнего святилища. В другом святилище в районе Маэмия, Ути-но-митама-ден (内御霊殿), где хранились священные сокровища Верхнего святилища (колокольчик, зеркало, удила и седло), которые предположительно были привезены в регион самим Сувой Дайме-дзином, Охори сделал ритуальное заявление (申立 mōshitate), что он стал новым «телом» бога и впредь будет избегать нечистоты.
С течением времени ритуал все более упрощался, а позже, предположительно, даже был полностью исключен, когда охори просто принимали должность без каких-либо церемоний.

### Роль
Во время своего правления к действующему Охори относились как к физическому воплощению Сува Дайме-дзина. В 1186 году Минамото-но Ёритомо официально признал Охори воплощением бога в письме к своим подчиненным, заявив, что приказы Охори исходят от самого бога.
От Охори ожидалось, что они будут жить ритуальной чистотой, а также им было запрещено выходить за пределы региона Сува под страхом божественного наказания.
Во время своего правления Охори первоначально проживал в здании недалеко от Сува Маэмия, известном как Годоно (神殿). Учитывая то, что это была резиденция воплощенного божества, область Маэмия и ее окрестности были известны в средние века как Гобара (神原), «поле бога».
Если действующий Охори умирал во время исполнения своих обязанностей, его тело немедленно доставлялось в Учи-но-митама-ден, где он был торжественно отправлен в отставку — идея заключалась в том, что дух Охори временно помещался в святилище, пока не будет выбран новый кандидат. Первоначально умершего священника хоронили в охотничьей одежде (такой, какую предположительно носил Сува Дайме-дзин), а волосы и борода оставались небритыми. Однако в 1465 году, после смерти тогдашнего Охори Ёринаги (頼長), местное духовенство начало применять буддийский обычай кремации.
К началу 17 века резиденция Охори была перенесена из Маэмии в место, расположенное на территории современного Накасу, город Сува.

## История

### От периода Хэйан до периода Сэнгоку
В то же время другие мужчины-члены клана Сува, кроме охори, которые не могут выходить за пределы региона, а также вступать в контакт с источниками нечистоты, такими как плоть и кровь людей или лошадей, начали делать военную карьеру.
Одним из первых зарегистрированных воинов клана был Сува Тамэнака (為), сын тогдашнего охори Тамэнобу (為信). Тамэнака служил под командованием Минамото-но Есииэ во время войны Дзэнкунэн (1051—1063) по приказу своего отца, который не мог участвовать сам из-за своего статуса священника. Затем он также снова служил под командованием Есииэ в более поздней войне Госаннэн в 1080-х годах, на этот раз, несмотря на противодействие со стороны своей семьи из-за того, что он уже унаследовал должность охори от Тамэнобу в промежутке между двумя войнами. Возможное самоубийство Тамэнаки из-за стыда после того, как его подчиненные сильно поссорились с людьми Минамото-но Есимицу во время пира, устроенного последним, считалось божественным наказанием за нарушение запрета.
Из-за обстоятельств смерти своего отца, сын Тамэнаки, Тамэмори (為盛) не унаследовал должность охори, вместо этого она перешла по наследству к трем младшим братьям Тамэнаки, двое из которых умерли в течение нескольких дней после их вступления в должность. Это будет младший брат, Тамэсада (為貞), который, как оказалось, успешно передаст священство своему потомству.
К периоду Камакура клан, ныне известный как клан священников и воинов, приобрел национальную известность как вассалы (гокэнины) сегуната, а позже значительно процветал под покровительством клана Ходзе. Благосостояние клана пошло на убыль с падением сегуната Камакура и поражением Южного императорского двора (который поддерживал клан) в период Нанбокутё.
В период Муромати клан Сува был вовлечен как во вражду с кланом Канасаси из провинции Симоса, который поддерживал Северный двор, так и в межклановые распри между главой семьи (惣領文 соре-ке) и охори-ке (ō祝文), ветвью клана, которая приняла священнический сан. С поражением Канасаси и возвращением главе семьи положения охори клан стал региональной державой, столкнувшись с кланом Такэда — первоначально их союзниками — в период Сэнгоку. Клан снова потерпел неудачу, когда Сува Ёрисиге (1516—1544) потерпел поражение от Такэды Сингэна (который, по иронии судьбы, был убежденным приверженцем Сува-медзин) в 1542 году и с его самоубийством в 1544 году, исчезновением основной семьи; его двоюродный брат Сува Ёритада (諏訪頼忠, 1536—1606), который сменил младшего брата Ёрисигэ Ёритаку (諏訪頼文, 1528—1542) как охори, был спасен. После того, как клан Такэда был уничтожен союзом Оды Нобунаги и Токугавы Иэясу, Сува Ёритада вступил в союз с последним, который в конечном итоге восстановил Ёритаду в своих семейных владениях в 1601 году.

### Период Эдо и далее

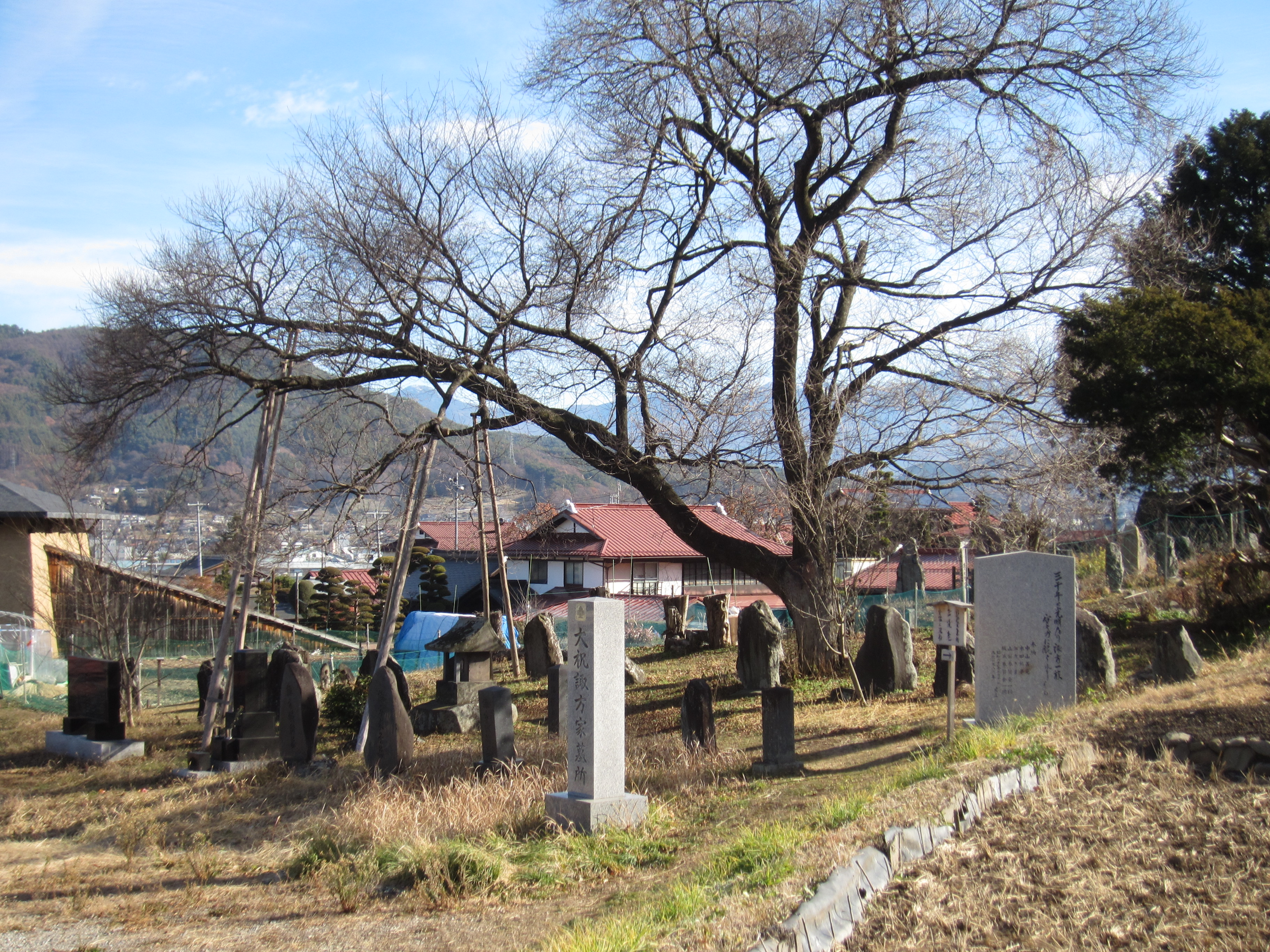
Могилы различных Сува охори на территории поместья клана Мория в городе Тино, Нагано.

Старший сын Ёритады, Ёримидзу (水水, 1571—1641), стал первым дайме, правившим княжеством Сува (1601—1640), а должность охори перешла к его четвертому сыну, Ёрихиро (頼広). Таким образом, клан фактически разделился на две ветви: линию дайме и линию охори. Чтобы отличить себя от линии дайме, линия священников изменила один из китайских иероглифов своей фамилии (с 諏 訪 на 諏 諏).
В целом, десять поколений служили дайме домена Сува до отмены системы хан в Период Мэйдзи.
Между тем, установление государственного синтоизма отменило традицию наследования среди синтоистского духовенства, в том числе традиции Великого святилища Сува. Местные кланы, такие как Сува, потеряли контроль над традиционными священническими должностями храма (которые, в свою очередь, прекратили свое существование), поскольку назначенные правительством лица начали управлять храмом, который перешел под контроль государства.
Последний Сува охори, пятнадцатый после Ёрихиро, умер в 2002 году, не оставив наследников.